# INPOL-Land-POLAS-Competence-Center
INPOL-Land-POLAS-Competence-Center (IPCC) ist eine Softwarepflegekooperation einiger Landespolizeien in Deutschland.
Nachdem Ende 2003 das Bundeskriminalamt die Verantwortung über die Entwicklung und Betreuung der INPOL-Landessysteme zurückgab, gründeten die Bundesländer Baden-Württemberg, Hamburg und Hessen das IPCC, um die Betreuung und Weiterentwicklung der INPOL-Länderlösungen im Fahndungsverbund zu gewährleisten. Das Ziel dieser Gemeinschaft ist es, die Software-Lösungen abgestimmt an die fachlichen und technologischen Entwicklungen zu betreiben und ergänzen und jedem Partner geringere Kosten zu ermöglichen.
Neben der Abstimmung zu den INPOL-Lösungen pflegt und betreut das IPCC die Projekte und Produkte Mobile Computing für die Polizei, Polizeiliche Kriminalstatistik, Schnittstelle zur Vorgangsbearbeitung, Crime, Erkennungsdienst-Arbeitsplatz und Schiffskontrolldatei.
Spätere Projektpartner wurden die Länder Bayern, Brandenburg, Nordrhein-Westfalen, Saarland (mittlerweile wieder ausgeschieden), Sachsen, Sachsen-Anhalt, Schleswig-Holstein, Thüringen sowie die Bundespolizei, das Zollkriminalamt und das Bundeskriminalamt.